# Robert Peel (1788–1850)
Robert Peel, 2:e baronet PC FRS, född 5 februari 1788 i Bury i Lancashire, död 2 juli 1850 i London, var en brittisk politiker. Han var premiärminister från december 1834 till april 1835 och från september 1841 till juli 1846. Han var son till industrimannen Robert Peel samt far till Robert, Frederick, William och Arthur Wellesley Peel.

## Uppväxt och tidig politisk karriär
Peel uppfostrades i Harrow, där Byron var hans skolkamrat, och Christ Church, Oxford enligt stränga toryprinciper; fadern såg redan från hans skoltid i honom landets blivande premiärminister. 
Redan 1809 blev Peel underhusmedlem (för en av hans far inköpt irländsk valkrets), 1811 utnämndes han till understatssekreterare för krigs- och koloniärenden under lord Liverpool i Percevals ministär, och 1812–1818 var han minister för Irland i Liverpools ministär. Som sådan lade han i dagen stor administrativ duglighet, framför allt genom nyskapelsen av det irländska polisväsendet. 1819 blev han ordförande i det parlamentsutskott, som skulle utreda myntfrågan, och bragte samma år till stånd en lag, enligt vilken Englands bank åter skulle med guld inlösa sina sedlar. Denna reform ("cash payment") var det första framstående provet på Peels utmärkta finansiella förmåga; dess genomförande kallades av Canning det största under han bevittnat inom den politiska världen.

## Peels straffrättsreform
Sedan Peel 1822 som inrikesminister inträtt i Liverpools kabinett, genomdrev han bland annat en serie lagar, som innebar en omfattande mildring av den stränga strafflagen. De upphävde omkring 250 gamla lagar och förordningar, som bland annat stadgat dödsstraff även för en rad rätt obetydliga förbrytelser och som därför delvis inte på länge kunnat tillämpas. Både som minister för Irland och inrikesminister hade Peel varit regeringens främste talare i de ofta återkommande debatterna om katolikernas emancipation. Det protestantiska nit som han visade i motståndet mot detta reformkrav, som framfördes av Daniel O'Connell, Canning med flera, hade 1817 föranlett hans val till Oxforduniversitetets representant i underhuset. Då Canning 1827 blev premiärminister, ansåg sig Peel på grund av meningsskiljaktighet med denne i emancipationsfrågan böra avgå, dock utan att deras personliga förbindelser därför avbröts. 

## Fortsatt försiktig reformpolitik
När hertigen av Wellington efter Cannings död och efterträdaren Goderichs avgång blev premiärminister (augusti 1828), blev Peel ånyo inrikesminister och kabinettsledamot och genomdrev 1829, kraftigt understödd av Wellington, mot kungens och högtories sega motstånd lagen om katolikernas emancipation, varvid han öppet erkände, att han alltjämt principiellt ogillade denna reform, men ansåg den vara ett mindre ont än det inbördeskrig på Irland han väntade, om reformen ytterligare fördröjdes. Till denna period av Peels statsmannabana höra även konsolideringen av de många lagarna om våld mot person (1828) samt det för allmänna säkerheten i huvudstaden epokgörande inrättandet av Metropolitanpolisen, som 1829 avlöste den föråldrade säkerhetsvakten. Den instruktion han 1829 skrev för den nyinrättade poliskåren innehåller de så kallade Peelska principerna (Peelian principles). 1830 störtades Wellingtons kabinett, och Peel, som, utan att vara dess synlige chef, framstått som dess ypperste statsman, tog för första gången sin plats på oppositionens sida i underhuset. Med iver bekämpade han den 1831 av lord Greys liberala ministär föreslagna stora representationsförändringen, och just därför att han så gjort, vägrade han 1832 under stridens sista kritiska fas sin medverkan till upprättande av en av kungen önskad toryministär, alldenstund en sådan skulle själv få ta itu med den oundvikliga reformen.

## Den första premiärministerperioden

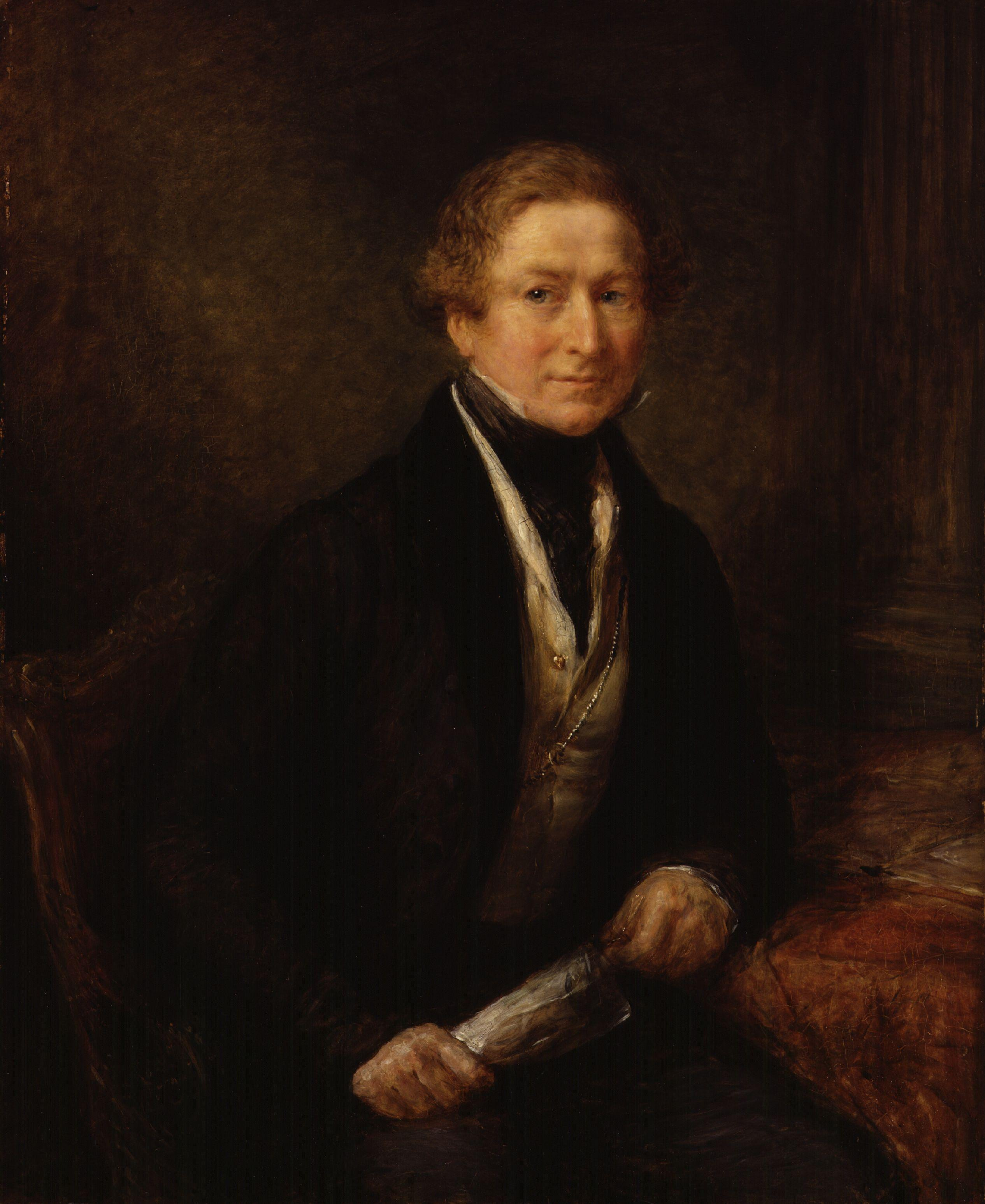
Sir Robert Peel, målad av John Linnell.

När reformen väl var genomförd, tog Peel statsklokt och fördomsfritt konsekvenserna därav, uttalade sig för en moderat reformpolitik på de nya parlamentariska grundvalarna och vann snart genom sin stora personliga auktoritet ett inflytande i underhuset, som vida översteg det hans partis ringa antal kunde förläna. Då Vilhelm IV i november 1834 avskedade whigministären Melbourne, ställdes Peel, som i hast tillkallades från en resa i Italien, i spetsen för det nya kabinettet, vari han blev både förste skattkammarlord och finansminister (skattkammarkansler). Det manifest, som han vid parlamentsupplösningen ställde till sina valmän i Tamworth (the Tamworth manifesto), angav riktlinjerna för det moderna "konservativa" parti, som under hans ledning framvuxit ur det ålderdomssvaga högaristokratiska torypartiet.

## Drottning Viktoria, och åter premiärminister
Peel lyckades emellertid inte erhålla majoritet i underhuset och avgick därför redan i april 1835. Hans inflytande växte emellertid alltjämt under den svaga andra ministären Melbourne. En ministerkris inträdde 1839, men den unga drottning Viktorias motstånd mot Peels krav på att några hovdamer tillhörande whigpartiet vid ministärskiftet skulle ersättas med konservativa sådana (the bedchamber question), föranledde Peel att uppge försöket att bilda ministär. Vid whigministärens slutliga fall (augusti 1841) bildade Peel emellertid ett starkt kabinett, som vid de nya valen till underhuset erhöll en betydande majoritet.

## Irländsk politik och frihandelspolitik
Om han redan förut visat, hur litet han ägde av de ultrakonservativas ande, så blev detta efter 1841 ännu tydligare. Sedan han 1843 med kraft och framgång inskridit mot O'Connells väldiga "repeal"-agitation på Irland, sökte han åtminstone i någon mån gå irländarna till mötes genom att 1845 utverka ett väsentligen ökat anslag åt det katolska prästseminariet i Maynooth, varjämte han anordnade en betydelsefull utredning rörande jordegendomsförhållandena på Irland. Fullföljande Huskissons moderata frihandelspolitik från 1820-talet, genomdrev Peel 1842-1846, utom avskaffandet av nästan alla införselförbud, dels en nedsättning, dels ett fullständigt upphävande av en ofantlig mängd tullar, varemot han 1842 återinförde, om än till minskat belopp, Pitts inkomstskatt. Till och med spannmålstullarna vågade han angripa, trots att han under sin tidigare bana ofta försvarat dem. 1842 hade han sänkt och förbättrat den rörliga tullskala, som då gällde, men den förfärliga missväxt, som 1845 hemsökte Irland och delar av Storbritannien, övertygade honom mer än något annat om, att inte heller 1842 års skala kunde bestå. Den plan, som han nu uppgjorde, vann emellertid inte bifall hos alla ministärens medlemmar, och Peel nedlade då, säkerligen ej ogärna, 8 december 1845 sitt ämbete.

## Konservativ splittring
Men när whigs inte kunde bilda ett kabinett, fattade han 20 december ånyo regeringstömmarna. Genom de radikaler, whigs och de mera moderata konservativas hjälp lyckades han 1846 få en lag antagen, enligt vilken 1842 års skala genast skulle sänkas betydligt och 1 februari 1849 alldeles upphöra för att lämna rum åt en föga betungande registreringsavgift om endast 1 shilling för 1 quarter (omkring 2,9 hektoliter). De hänsynslösa, orättvisa angrepp, som han för sitt avfall från jordbruksintresset fick utstå från ultratories (hetsigast vid anfallen var Benjamin Disraeli och lord George Bentinck), smärtade honom troligen mindre än sprängningen av det mäktiga parti, vars ledare han så länge varit. Hans motståndare inom detta gjorde för att hämnas gemensam sak med underhusets liberaler i en irländsk fråga och bragte därigenom ministären i minoritet (25 juni; samma dag som tullfrågan slutgiltigt klarerats i överhuset). Peel avgick (29 juni) och understödde därefter de till makten återkomna liberalerna i deras reformsträvanden, men behöll därvid med sina anhängare ur det sprängda konservativa partiet (peeliter) den oberoende och alltjämt inflytelserika ställning han genast efter sin avgång intagit. Han blev dödligt skadad vid en ridtur 29 juni 1850 och avled fyra dagar senare.

## Eftermäle
Peel var en av Storbritanniens mest populära statsmän. Varm fosterlandskärlek, kraftig vilja och stor uthållighet, när han omsider träffat sitt val, utomordentlig administrativ skicklighet och överlägsen debattörsförmåga kännetecknade honom som statsman. Däremot var han inte något djärvt nyskapande snille, utan i stället en opportunitetsman, som förstod konsten att i tid ge vika för strömningar, vilkas slutliga seger han fann oundviklig. Nödtvungen försiktighet i fråga om politiska uttalanden i ungdomsåren hade hos honom gjort kylig förbehållsamhet till en vana i hans offentliga uppträdande. 
Smeknamnet bobby på brittiska polismän är bildat efter Peels förnamn. Det tillkom 1829 då Peel som minister grundligt reformerade polisverksamheten. Då samma sak skedde på Irland fick poliserna emellertid smeknamnet peelers.
Flera statyer har rests över Peel, däribland en på Cheapside i London och en marmorstaty i Westminster Abbey. - En samling av Peels tal i underhuset (Speeches etc.) utgavs i 4 band 1853, hans självbiografiska Memoirs har utgivits av earl Stanhope och viscount Cardwell (2 band, 1856-1857), hans enskilda korrespondens av C.S. Parkes ("Sir Robert Peel, from his private papers", 3 band, 1891-1899). Litt.: Bland mängden av biografier över Peel märks sådana av Guizot (1857), sir Lawrence Peel (1860), lord Dalling (1874), G. Barnett Smith (1881), lord Hardinge och A.W.Peel (1891), J.R. Thursfield (samma år), J. McCarthy (1892) och lord Rosebery (1899). Jämför även H. Kunzel, "Leben und reden sir Robert Peels" (2 band, 1851), och G. Shaw Lefevre, "Peel and O'Connell" (1871).